# Carniole
 (septembre 2024).
Si vous disposez d'ouvrages ou d'articles de référence ou si vous connaissez des sites web de qualité traitant du thème abordé ici, merci de compléter l'article en donnant les références utiles à sa vérifiabilité et en les liant à la section « Notes et références ».
La Carniole (en slovène : Kranjska ; en allemand : Krain ; en italien : Carniola) est une région traditionnelle et historique de la Slovénie, s'étendant autour de la capitale Ljubljana. Elle remonte au duché de Carniole, autrefois un État du Saint-Empire romain et l'un des territoires héréditaires de la monarchie de Habsbourg, qui correspond aujourd'hui à environ la moitié du pays.
La Carniole est composée des trois sous-régions slovènes : la Haute-Carniole au nord, la Basse-Carniole (qui englobe la Carniole-Blanche) au sud-est, et la Carniole-Intérieure au sud-ouest.

## Étymologie
Carniole dérive du latin : Carniola signifie littéralement la « petite Carnie ». La désignation d'origine celtique est apparue à la fin de l'Antiquité, pour la différencier de la région voisine du Frioul à l'ouest. À cette époque, elle ne renvoie qu'aux domaines autour de la ville de Carnium (Kranj), l'ancienne capitale dans la haute-Carniole actuelle. L'expression slave krajina, apparue par la suite, signifie généralement une zone frontalière au sens d'une « marche » franque.

## Géographie
La Carniole a une superficie d'environ 9 838 km2 et s'étend des zones montagneuses alpines au nord jusqu'aux massifs du Gorjanci, du Hrušica et des plateaux calcaires du Carso avec le sommet du Snežnik au sud. La région est traversée au nord par la rivière Save, un affluent du Danube, et au sud-est par la Krka. La température moyenne dans la région de Carniole est de 10°C[réf. nécessaire].
La région est historiquement délimitée à l'ouest par le littoral slovène (1), (la Goriška et la péninsule d'Istrie), au nord par la chaîne des Karavanke formant la frontière avec la Carinthie (3), à l'est par la Basse-Styrie (4), et au sud par la rivière Kolpa (Kupa) constituant la frontière entre la Slovénie et la Croatie. Plus à l'est, la Pomurie, ou Prekmurje (5).
Les principaux centres, à part Ljubljana, sont Kamnik et Kranj en Haute-Carniole, Ivančna Gorica avec l'abbaye de Stična, Kočevje, Krško, Litija, Novo mesto, Ribnica et Šmartno en Basse-Carniole, Metlika et Črnomelj en Carniole-Blanche, ainsi que Cerknica et Postojna en Carniole-Intérieure.

## Histoire
Après la chute de l'Empire romain, les Lombards, un peuple germanique originaire de l'Europe du Nord, s'installent dans la région de Carniole, suivis par les Slaves aux alentours du VIe siècle. Dominée par les Bavarois et les Francs qui imposent leurs propres règles, la Carniole est finalement dominée par les Habsbourg presque sans interruption de 1335 à 1918 ; mais durant cette période, beaucoup d'Ottomans (dont la puissance s'étendait également sur les Balkans) attaquèrent les Habsbourg et les locaux se rebellèrent également contre les Habsbourg et leur autorité, du XVe siècle au XVIIe siècle. De l'année 900 jusqu'au XXe siècle, les classes dirigeantes de Carniole parlaient allemand, au contraire du reste de la population, majoritaire, qui parlait slovène.
La capitale de la Carniole fut à l'origine Kranj, avant d'être Kamnik pendant un court moment, puis, enfin, Ljubljana/Laibach, actuelle capitale de la Slovénie.

### Antiquité et Moyen Âge
Avant l'arrivée des Romains vers 200 av. J.-C., il existait plusieurs peuples sur le territoire de la Carniole : au nord demeuraient les Taurisci, peuples celtes des Alpes logeant principalement en Systrie ; au sud-est, les Pannoniens, peuples de la Pannonie (une province romaine située principalement en l'actuelle Hongrie et qui contient des parties de la Croatie et de la Serbie) ; enfin, au sud-ouest demeuraient les Iapydes (ou Iapodes) originaires de l'Est de l'Istrie.
Pendant la Rome antique, la Carniole fut partagée entre plusieurs provinces romaines.
Après la chute de l'Empire romain d'Occident en 476, la Carniole est incorporée à l'Italie et sous le règne de Théodoric le Grand, en 493, elle devient une région du Royaume ostrogoth. Vers la fin du VIe siècle, les slaves envahissent la Carniole. La Carniole changea ensuite souvent de nom : avant d'être envahie par les Slaves, elle avait pour nom le nom latin, Carnia ou Carniola, puis elle a pris le nom slave de Krajina, Kranjska ou, en allemand, Chrainmark, Krain. De nouveau soumise par un autre peuple, turco-mongol, les Avars, la Carniole rejoint finalement l'empire de Samo, le premier État slave.

### Marche de Carniole

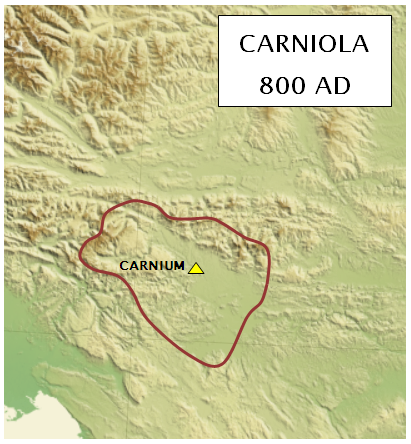
Carniole autour de 800 apr. J.-C.

La Carniole est conquise par les Francs vers l'année 788. Quand Charlemagne créa la marche de Frioul, il ajouta la Carniole à ce fief. Cependant, après la division de Frioul, une région historique, la Carniole devint une marche indépendante en 828, d'où le nom de « marche de Carniole » avec son propre margrave slave qui résidait dans la ville slovène de Kranj, sujette d'abord du gouverneur de Bavière, puis, après 976, aux ducs de Carinthie. En 1077, Henri IV la confie à Sighard, patriarche d'Aquilée, une ville au nord-est de l'Italie, qui la perd peu après. En 1093 le Patriarche obtient de nouveau la Carniole et la conserve à l'exception de la période 1202-1214 où Louis Ier de Bavière possède le fief.

### Liste des margraves connus de Carniole
- vers 974 : Poppo
- 989-1004 : Waltilo
- 1012-1029 : Ulrich d'Ebersberg, fils du comte Adalbéron Ier
- 1029-1041 : Eberhard d'Ebersberg, son fils ;
- 1041-1044 : Poppo Ier de Weimar
- 1044-1070 : Ulrich de Weimar, son fils, également margrave d'Istrie de (1062-1070) ;
- 1076-1090 : Henri d'Eppenstein également margarve d'Istrie et duc de Carinthie ;
- 1090-1098 : Poppo II de Weimar, également margarve d'Istrie ;
- 1098-1107 : Ulrich II, Margrave d'Istrie ;
- 1108-1124 : Engelbert II de Sponheim, également margarve d'Istrie.
- 1124-1173 : Engelbert III de Sponheim, également margarve d'Istrie.
- 1173-1188 : Berthold Ier d'Andechs

Au Moyen Âge, l'Église s'occupa beaucoup de la pauvreté présente en Carniole. Des évêques devinrent seigneurs féodaux, notamment de villes et de régions slovènes. Les ducs, quant à eux, gouvernèrent la province pendant près d'un demi-siècle.
Finalement, la Carniole fut confiée, avec l'accord du patriarche, à Frédéric II de Babenberg qui obtint le titre de duc en 1245 mais ce dernier meurt l'année suivante lors d'une bataille et il est suivi par Ulrich III de Carinthie qui se marie avec Agnès d'Andechs, une proche du patriarche. Il finance les églises et monastères et installe le gouvernement dans la ville de Kostanjevica, en Slovénie. Enfin, en 1268, il lègue à Ottokar II de Bohême toutes ses possessions et son gouvernement de Carinthie et de Carniole.

### Duché de Carniole

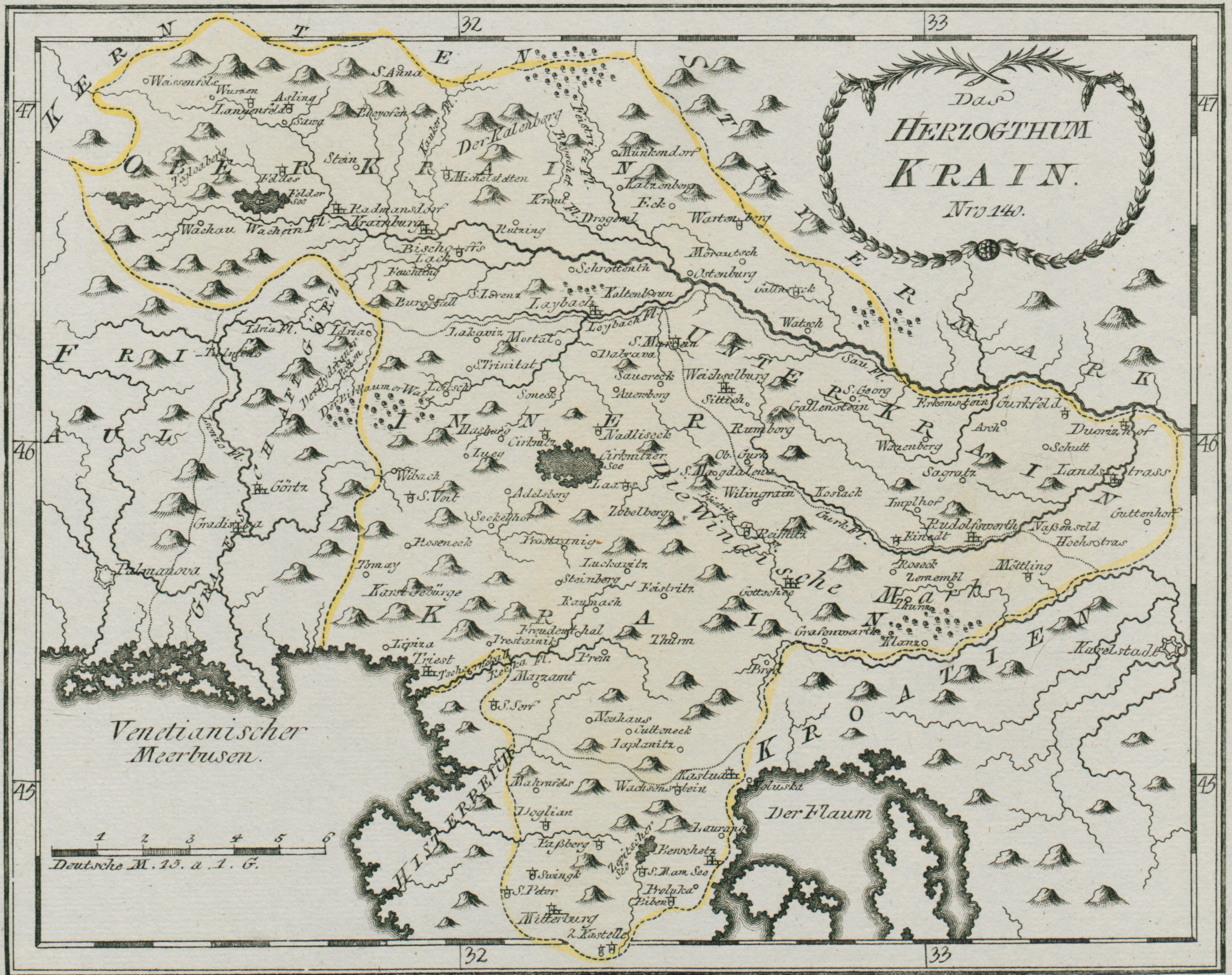
Carte du duché de Carniole en 1791.

Ottokar est vaincu et tué par l'empereur Rodolphe Ier de Habsbourg le 26 août 1278 près de Dürnkrut (Basse-Autriche) dans la bataille de Marchfeld. Après une rencontre dans la ville d'Augsbourg (Bavière), Rodolphe Ier légua à son tour la province à ses fils aînés Albert Ier et Rodolphe II le Débonnaire (duc d'Autriche depuis 1298) mais[pas clair] elle fut confiée à Meinhard de Goritz. Son fils, Henri de Goritz demanda à posséder le duché de Carniole et fut élu roi de Bohême. Quand ce dernier mourut en 1335, son successeur, Jean Ier de Bohême dit l'Aveugle renonça à ses droits sur la Carniole alors confiée à Albert II le Sage (duc d'Autriche depuis 1330). Proclamée duché par Rodolphe IV le Magnanime en 1364, l'empereur Frédéric III du Saint-Empire réunit la Carniole Supérieure, Inférieure et Centrale en un seul duché. L'union de ces parties dispersées s'acheva en 1607.

### Domination française
Après la Révolution française de 1789, les troupes révolutionnaires puis impériales françaises occupèrent la Carniole en 1797 et de 1805 à 1806. Le 14 octobre 1809 fut signé à Vienne, dans le château de Schönbrunn, le traité de Schönbrunn entre la France et l'Autriche qui doit céder des territoires à la France après sa défaite de Wagram. La Carniole faisait partie de ces territoires et à cette occasion, les Provinces illyriennes (qui ont existé de 1809 à 1814) ont été créées avec Ljubljana comme capitale. La défaite de Napoléon entraîna le retour à la souveraineté autrichienne, sous François Ier d'Autriche avec des frontières plus étendues, mais, à la disparition du royaume d'Illyrie, la Carniole est alors restreinte aux frontières délimitées par le congrès de Vienne en 1815. De 1816 à 1849, la Carniole faisait partie du royaume d'Illyrie avec comme capitale Ljubljana[Passage contradictoire].

### Restauration autrichienne

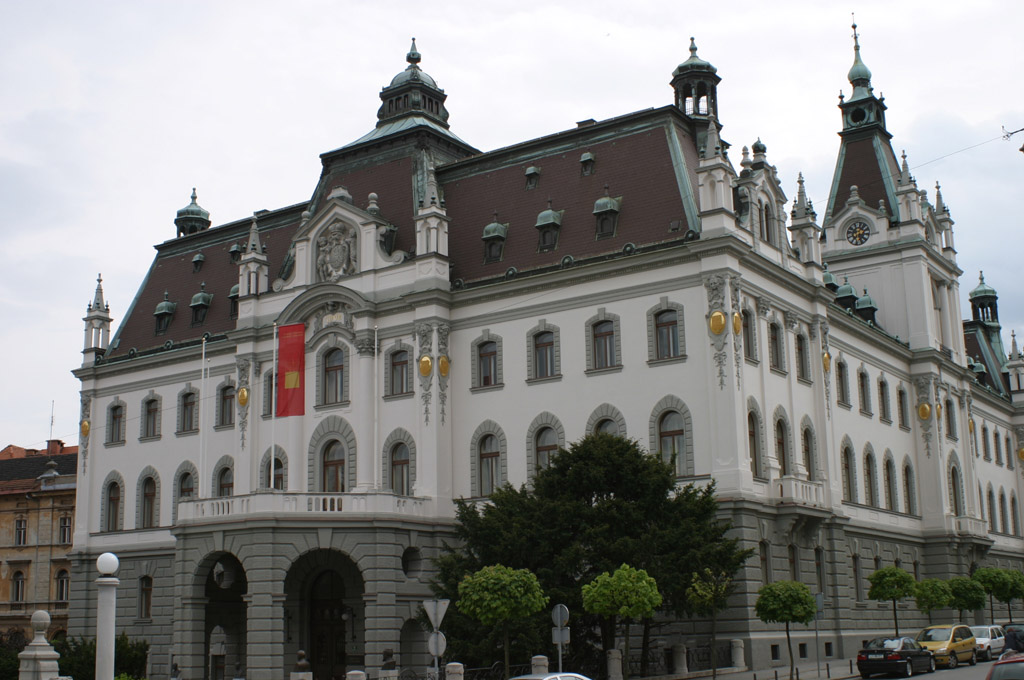
Le Parlement de Carniole avant de devenir l'université de Ljubljana en 1919.

En 1849 est créé le duché de Carniole, avec au nord le duché de Carinthie, au nord-est le duché de Styrie, au sud-est et au sud la Croatie (sous le contrôle des Habsbourg) et à l'ouest le comté de Gorizia et Gradisca d'Isonzo ainsi que l'Istrie.
Une constitution est adoptée pour le duché, par droit canonique, par les catholiques pour le gouvernement de l'Église et de ses fidèles le 20 décembre 1860, et par brevet impérial du 26 février 1861. Elle est modifiée le 21 décembre 1867, accordant des pouvoirs au parlement qui peut décréter toutes les lois qui ne sont pas réservées à la plus haute assemblée de l'empire.
En 1900, la subdivision administrative comprend 11 districts (Bezirkshauptmannschaften) :

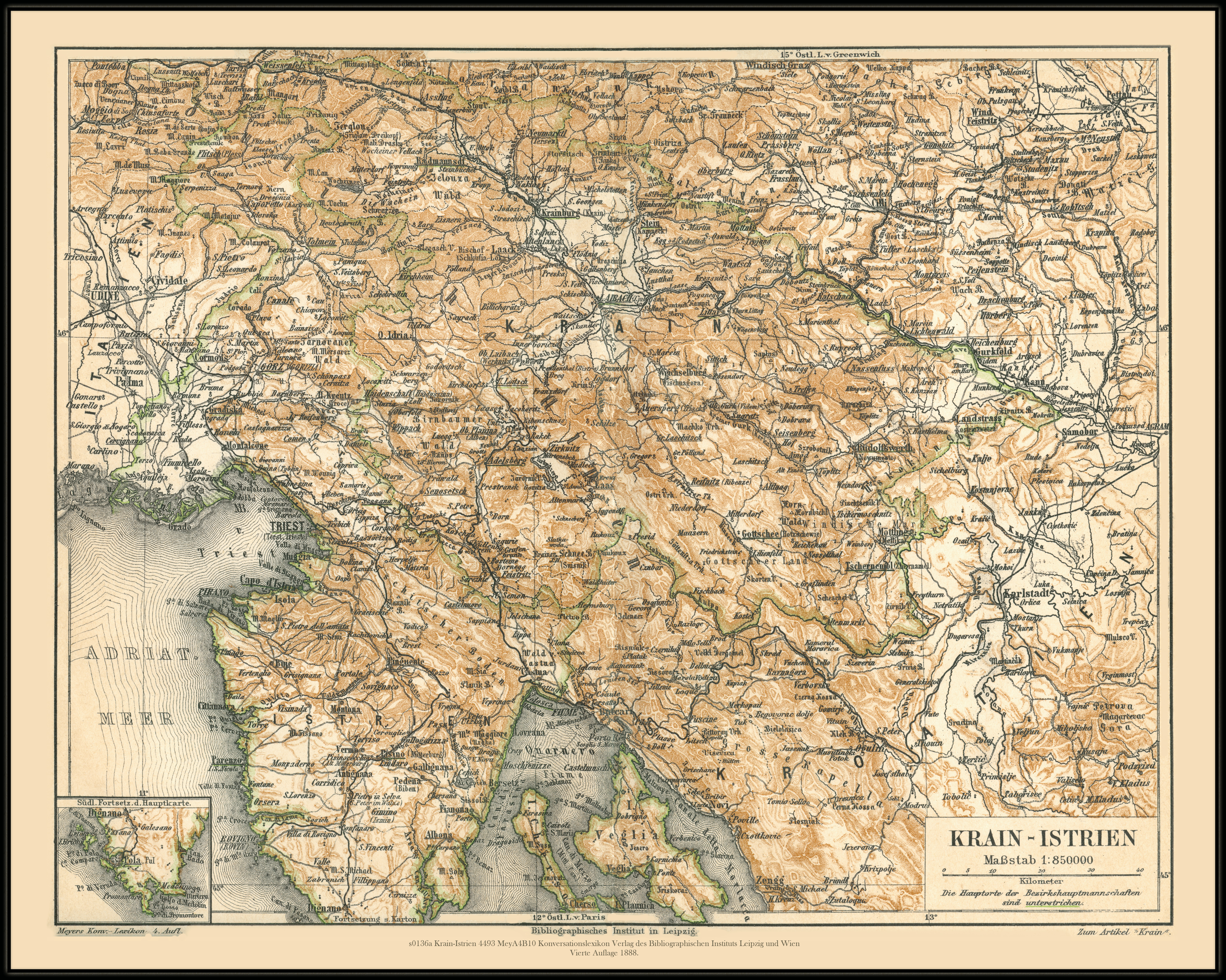
La Carniole en 1888.

- Adelsberg / Postojna ;
- Gottschee / Kočevje ;
- Gurkfeld / Krško ;
- Krainburg / Kranj ;
- Laibach / Ljubljana ;

- Littai / Litija ;
- Loitsch / Logatec ;
- Radmannsdorf / Radovljica ;
- Rudolfswerth / Novo Mesto ;
- Stein / Kamnik ;
- Tschernembl / Črnomelj.

### Époque moderne
En 1918, le duché cessa d'exister et son territoire devient alors une partie du nouvel État des Slovènes, Croates et Serbes qui ne dura qu'un mois avant le royaume des Serbes, Croates et Slovènes, puis, enfin, le royaume de Yougoslavie. La partie ouest du duché, qui comporte les villes de Postojna, Ilirska Bistrica, Idrija et Šturje, fut annexée à l'Italie en 1920 mais par la suite cédée à la Yougoslavie en 1945. Malborghetto Valbruna et la vallée du Canal furent adjugés au royaume d'Italie selon le traité de Saint-Germain.
La Carniole est une partie du territoire slovène depuis 1991, date de l'indépendance de la Slovénie.